# Трубино (Калужская область)
Трубино (Вокресенское) — село в Жуковском районе Калужской области, административный центр сельского поселения «Село Трубино».

## География
Расположено на севере Калужской области в 8 километрах от районного центра. Рядом деревни Фатеево, Меркульево и Ивашковичи. В двух километрах на северо-восток деревня Стрелковка — родина Г. К. Жукова. В километре от северных окраин села протекает река Протва.

## Население
| 2002 | 2010 |
| ---- | ---- |
| 734  | ↗776 |

## Климат
Умеренно-континентальный с выраженными сезонами года: умеренно жаркое и влажное лето, умеренно холодная зима с устойчивым снежным покровом. Средняя температура июля +18 °C, января −9 °C. Теплый период длится в среднем около 220 дней.

## История
С древних времён известно как имение князей Щербатовых. В 1674 году на деньги К. О. Щербатова по типовому проекту того времени была возведена Воскресенская церковь в стиле московского барокко — двусветный четверик с внешней отделкой фигурным кирпичом.
В 1692 году в селе строится ещё одна церковь во имя Знамения Божьей Матери — двухэтажная с тремя главами, расположенными по продольной оси здания с запада на восток, в тамбуре под средней главой была устроена звонница. С северной стороны некогда существовало открытое гульбище.
К 1914 году Трубино — село Спасской волости Малоярославецкого уезда Калужской губернии. Имелась собственная земская школа. В 1913 году в Трубино проживало 434 человека.
В годы Великой Отечественной войны село было оккупировано войсками Нацистской Германии с начала октября по конец декабря 1941 года. Немцы сразу же решили открыть для службы церковь Воскресения Христова, которая была закрыта большевиками в 1935 году. Предстоятелем храма был назначен бывший дьякон, однако вскоре оккупанты устроили в церкви конюшню. В самом Трубино боёв не было, бойцы Красной Армии вошли в село без единого выстрела. При отступлении немецкие войска угнали весь скот.
5 июля 1944 года, как населённый пункт на территории Угодско-Заводского района село Трубино вошло в состав образованной Калужской области.

## Объекты историко-культурного наследия
- Братская могила воинов, погибших в годы Великой Отечественной войны. Находится на сельском кладбище. В 1943 году местные жители захоронили здесь красноармейцев и партизан, тела которых были обнаружены в окрестностях села. В 1958 году сооружен памятник. Всего в могиле покоится прах 30 советских воинов, имена 12-ти неизвестны[9].